# TempleOS
TempleOS, dawniej J Operating System, SparrowOS i LoseThos – lekki system operacyjny o tematyce biblijnej. Został zaprojektowany jako trzecia świątynia przepowiedziana w Biblii przez bezrobotnego lecz genialnego  amerykańskiego programistę Terry’ego A. Davisa (1969–2018), który twierdził, iż objawił mu się Bóg oraz że prześladują go agenci CIA aby przeszkodzić mu w skontaktowaniu się z Bogiem. U Terry'ego Davisa wcześniej zdiagnozowano zaburzenia afektywne dwubiegunowe, a następnie schizofrenię. Opracował swój system operacyjny samodzielnie w ciągu dekady.
System został scharakteryzowany jako nowoczesny Commodore 64 x86-64, który wykorzystywał interfejs będący mieszanką DOS i Turbo C. Davis twierdził, że cechy systemu, takie jak rozdzielczość 640x480, 16-kolorowy obraz i pojedynczy głos audio, były wyraźnie polecone przez Boga. Został zaprogramowany za pomocą oryginalnej odmiany języka C (zwany HolyC) zamiast BASIC i zawierał oryginalny symulator lotu, kompilator i jądro.
TempleOS został wydany w 2013 r., a jego ostatnia wersja wyszła w 2017. Został pozytywnie przyjęty przez społeczności techniczne, a Davis zebrał niemałą liczbę obserwujących online. Twórca zmarł 11 sierpnia 2018, potrącony przez pociąg.
System stworzony jest z ponad 120 tys. linii kodu, z czego wszystkie zostały napisane przez Terry’ego A. Davisa.

## Twórca i rozwój

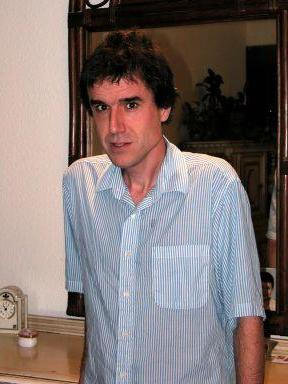
Terry A. Davis około 2000

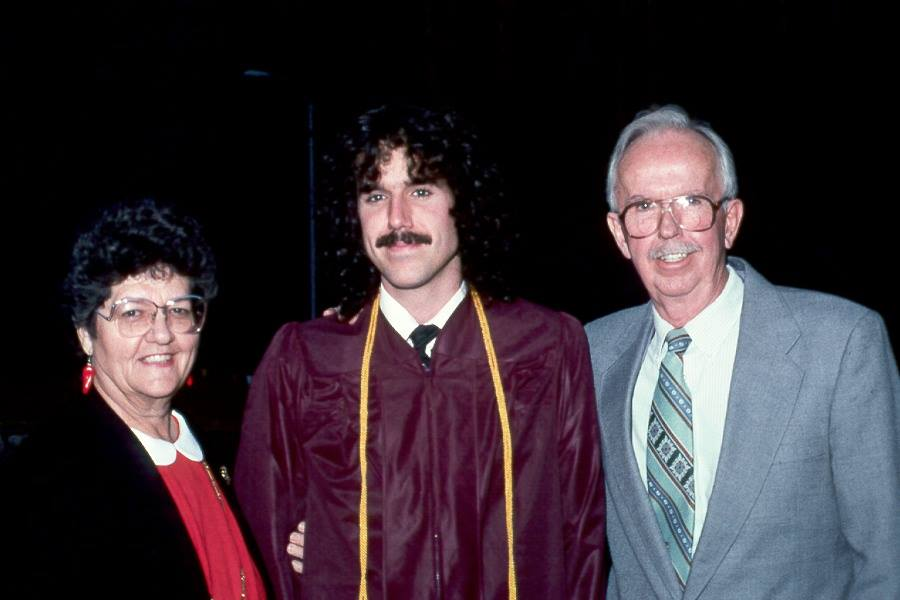
Terry A. Davis z rodzicami (1990)

W 1996 roku Terry A. Davis zaczął doświadczać regularnych epizodów maniakalnych. Twórca systemu spędził przez nie dużo czasu w szpitalach psychiatrycznych. Stwierdzono u niego zaburzenia afektywne dwubiegunowe, a następnie schizofrenię, przez co do końca życia pozostał bez zatrudnienia. Cierpiał na przewidzenia, w swoich wizjach widywał kosmitów i agentów rządowych, epizody te powodowały potrzebę stałej opieki i nadzoru lekarzy. Davis dorastał jako katolik, ale przez część dorosłego życia był ateistą. Po doświadczeniu samozwańczego „objawienia” stwierdził, że Bóg się z nim bezpośrednio skontaktował i powiedział mu, że ma stworzyć system operacyjny jako jego trzecią świątynię, dlatego postanowił umieścić w nim odniesienia do Nowego Testamentu oraz Starego Testamentu.
Davis zaczął pracować nad TempleOS około 2003 roku. Jedną z pierwszych nazw projektu było „J Operating System”, później została zmieniona na „LoseThos”, co było nawiązaniem do sceny z filmu Pluton z 1986 roku. W 2008 Davis napisał, że LoseThos służył „głównie do tworzenia gier wideo. Nie zawierał obsługi funkcji sieciowych i Internetu”. Kolejną nazwą, jakiej używał było „SparrowOS”, a następnie wprowadził nazwę „TempleOS”. W połowie 2013 roku Davis napisał na swojej stronie internetowej: „Świątynia Boga została ukończona. Teraz Bóg zabije CIA, zanim się rozprzestrzeni”. Davis zmarł po uderzeniu przez pociąg 11 sierpnia 2018.

## Funkcje
TempleOS jest 64-bitowym, wielordzeniowym, otwartym oprogramowaniem w domenie publicznej stworzonym dla rekreacyjnego programowania. System działa na 8-bitowym ASCII z grafiką w kodzie źródłowym, posiada bibliotekę graficzną w 2D i 3D, które pracują na 640x480 VGA z 16 kolorami. Podobnie jak większość współczesnych systemów operacyjnych, zawiera obsługę klawiatury i myszki. Jest kompatybilny z systemami plików ISO 9660, FAT32 i stworzonym przez Davisa RedSea ze wsparciem dla kompresji plików. Davis twierdził, że cechy systemu, takie jak rozdzielczość 640x480, 16-kolorowy obraz i pojedynczy głos audio, były wyraźnie polecone przez Boga. Tłumaczył, że mała rozdzielczość miała ułatwić dzieciom rysowanie obrazków dla Boga.
System zawiera autorski symulator lotu, kompilator i jądro. Wśród programów znalazła się gra „After Egypt”, w której gracz podróżuje do krzewu gorejącego.
TempleOS został napisany w języku programowania stworzonym przez Davisa w C i C++, nazywanym „HolyC”. Davis napisał ponad 100 tys. linijek kodu do zastosowania w systemie.